# Mkimbizi
Mkimbizi ist ein Verwaltungsbezirk (englisch Ward) des Distrikts Iringa (MC) in der tansanischen Region Iringa.

## Geografie
Mkimbizi liegt im südlichen Hochland von Tansania, es ist ein Stadtteil im Norden der Regionshauptstadt Iringa. Er grenzt im Norden und Osten an Nduli, im Süden an Kihesa, Mtwivila und Mkwawa und im Westen an Kiwere. Bei der Volkszählung 2022 lebten 15.020 Menschen in 3959 Haushalten auf einer Fläche von 43 Quadratkilometern.

## Gliederung
Der Bezirk besteht aus zehn Stadtteilen (swahili Mtaa):
- Dodoma Road TRM
- Mkimbizi A
- Kaduma
- Mkimbizi B
- Mkimbizi C
- Mkimbizi D
- Kihesa Kilolo A
- Kihesa Kilolo B
- Ugele Ilangila
- Ugele Manyigi

## Infrastruktur
- Bildung: Im Bezirk liegen zwei weiterführende Schulen.[7] Die Mtwivila Secondary School ist eine staatliche Tagesschule,[8] die Wendyrayna Secondary School[9] eine Privatschule für Tages- und Internatsschüler. Beide bieten eine Ausbildung bis zur 4. Stufe an.
- Gesundheit: In Mkimbizi gibt es ein staatliches Gesundheitszentrum.[10]